# Asdiwal
Asdiwal, Asiwa eller Asi-hwil var, enligt myten, en stor jägare hos de nordamerikanska Tsimshianindianerna.
Asdiwal var son till en indiankvinna och ett övernaturligt väsen. Han utförde en mängd till synes omöjliga uppdrag för att vinna solens dotter som sin maka. Han reste en stege mot himlen och gifte sig med henne där.